# Alberto degli Abbati
San Alberto de Sicilia (también llamado de los Abate, por el apellido Abbati, y de Trapani por su ciudad natal) (Trapani, 1240-Mesina, 1307) fue un fraile carmelita siciliano.

## Biografía
Alberto degli Abbati era hijo de Benito degli Abbati y Juana Palizi, que tras 26 años de matrimonio no tenían hijos, después de rogar a la Virgen le concibieron, prometiendo consagrarle al servicio de la Iglesia. Así, muy joven, con ocho años, ingresa en el convento de Trapani que la orden de los carmelitas tenía en esa ciudad.
Se le suele representar con un ramo de lirios en una mano y la Biblia en la otra.
Fue un alumno aventajado y rápidamente fue ordenado sacerdote. Posteriormente, fue enviado a Mesina. En 1301 la ciudad fue sitiada por las tropas del rey Roberto de Nápoles. Los sacerdotes de la ciudad fueron al convento carmelita a pedir que Alberto rogase a Dios por el pueblo de Mesina. San Alberto dijo que rezaría y pidió al pueblo y a los principales de la ciudad acudir a una misa para pedir la intercesión de Dios. Justo cuando acabó la misa, se avistaron tres veleros que esquivaron el bloqueo y que traían trigo, con el cual se aliméntó la ciudad hasta que terminó el asedio. El pueblo atribuyó esta ayuda a la intercesión de san Alberto. En 1629, la ciudad de Mesina le dedicó una puerta de la ciudad. También se le adjudican otros milagros como la cura de enfermedades físicas y espirituales (echaba demonios). Se hizo muy famosa su agua bendita, que curaba todo tipo de dolencias y facilitaba los partos. Llegó a provincial de la orden en Sicilia en 1296.
Cuando iba a ser enterrado unas voces misteriosas entonaron el Os justi meditábitur sapientiam de la misa de confesores en lugar del Requiem æternam.